# Gösta Schwarck
Gösta Ernst Poul Schwarck (14 septembre 1915-11 mars 2012) est un compositeur et un homme d'affaires danois. Il est surtout connu pour ses activités d'imprésario pour lesquelles le titre de Docteur en Musique lui a été conféré.
Gösta Schwarck est né le 14 septembre 1915 dans une famille d'artistes d'origine danoise et allemande au nord-est de l'Allemagne. Son père, Ernst Poul Schwarck, était chef d'orchestre ; sa mère, Marguerite Brian-Schwarck, chanteuse d'opéra et professeur de chant. Des racines familiales se retrouvent en France, en Écosse, en Suède, en Argentine et en Afrique.
Il est actif dès les années 1930, d'abord comme compositeur et plus tard comme directeur des ventes ainsi que chef de chœur. Encore jeune, il a fondé sa propre entreprise commerciale. Au début des années 1950 et tout au long de cette décennie, il a organisé des concours nationaux de beauté au Danemark. Il est devenu le représentant national officiel de miss Danemark, Miss Monde et Miss Europe. À partir de 1957, il a été également impresario international et a organisé de grandes manifestations musicales classiques par l'intermédiaire de son entreprise d'organisation de concerts internationaux plus tard connue sous le nom de Dr Gösta Schwarck International Ltd. Ces activités en France ont été reprises par son fils Yan-Brian Schwarck[réf. nécessaire].

## Biographe

### Les premières années
Dans les premières années, il mène une double carrière de compositeur et de directeur des ventes pour une entreprise de parfums. Il publie des disques et des partitions, en collaboration avec Sven Rye, Gull-Maj Norin, Greta Keller et d'autres,.

### 1946-1947: service militaire
Pendant son service militaire à la suite de la Seconde Guerre mondiale, il crée un chœur militaire avec lequel il fait une tournée au Danemark et à l'étranger. Le chœur chante à l'antenne de la radio nationale, enregistre et publie son propre disque. Frédéric IX, roi de Danemark, exprime sa gratitude pour ces actions dans une lettre ; en effet cette chorale participe ainsi à rétablir le moral dans l'Europe d'après-guerre.
Dans les concerts contemporains organisés par Gösta Schwarck, l’acteur Ib Schønberg apparaît ainsi que le jeune adolescent Bent Fabricius-Bjerre, qui joue avec son orchestre, récemment créé. Plus tard au cours de sa vie, Gösta Schwarck fait souvent référence à son expérience de soldat comme une période d'apprentissage au cours de laquelle il pose les bases de ce qui l'aidera plus tard dans son travail d'imprésario.

### 1947-1998 L’organisation de vente Gösta Schwarck
À partir de 1946, il est entrepreneur indépendant et fonde un réseau commercial national (Salgsorganisationen Gösta Schwarck) basé à Copenhague, Adelgade 18 et plus tard, Vesterbrogade 27. Avec la devise « Un nouvel article chaque semaine », la start-up fournit le Danemark en produits cosmétiques, de santé, vêtements, nouvelles inventions et importations. Parmi les articles à la vente : le peigne invisible, La Grande Massette mais aussi la représentation danoise de Gilibert, Bourjois et Chanel. Le premier bikini danois vendu par son entreprise a été conçu par sa sœur et artiste Christel Marott (en). Les premiers concours Miss Danemark et divers types de spectacles de variété organisés par Gösta Schwarck pendant ce temps sont utilisés comme plate-forme de promotion pour les produits de l'entreprise.

### 1954-1960: les concours de beauté
Lors d'un déjeuner d'affaires à Dyrehavsbakken il fait la connaissance d'Albert V. Unruh, un directeur de théâtre qui possède une salle de spectacle qui souffre d'un chiffre d'affaires fortement en baisse. Avec l’aide de Gösta Schwarck dans les domaines du marketing, des idées, des ventes et de la promotion, de longues files de visiteurs se forment quelques jours plus tard, en face du théâtre, qui autrement aurait fait faillite. En cette période, Gösta Schwarck organise des concours de beauté nationaux et son organisation est le représentant danois de Miss Europe, Miss Monde et Miss Univers. En 1958, l'acteur MGM Errol Flynn accepte une invitation à parmi le jury ; au cours de cette activité, il découvre le talent musical de Gösta Schwarck et le promeut auprès de ses propres agents. Selon les dossiers propres de Gösta Schwarck, on lui offre des opportunités de carrière à Hollywood qu'il doit décliner pour continuer ses activités d'organisateur au Danemark. En 1961 il organise le ‘’Festival des Théâtres Français’’ pour la célébration du centenaire de l’hôtel Marienlyst et, en 1971, il organise des jours de festival français avec son fils Yan-Brian Schwarck et la participation de Pierre Cardin.

### 1957-2011: activité d’impresario
Après un grave accident de voiture à Hambourg en 1954, Gösta Schwarck se tourne vers la musique classique. Une organisation destinée à la gestion de concerts est mise en place, et les profits de son entreprise de cosmétiques sont canalisés directement dans la musique pour permettre à certains des plus grands musiciens classiques contemporains de venir visiter un petit pays comme le Danemark. Alexandre Borovsky, Nikita Magaloff, Shura Cherkassky, Youri Boukoff, Walter Klien, Jakob Gimpel, Sviatoslav Richter, Adam Harasiewicz, Grigory Sokolov et d'autres artistes participent, et Victor Schiøler écrit une longue lettre ouverte où il fait l'éloge des mesures prises par Gösta Schwarck avec ces mots introductifs : « La scène musicale danoise vous doit beaucoup ».
À l'âge de 40 ans, il perfectionne ses compétences pianistiques avec une éducation à l'Académie royale danoise de musique et obtient son diplôme en tant que pianiste de concert, sous la supervision de Herman D. Koppel. Ses études musicales ont été réalisées en parallèle de la direction de son entreprise de cosmétiques, de la gestion de concerts nouvellement créée et la charge de sa famille en pleine croissance.
Au cours des années plus tard, il s'éloigne de l'art du piano afin d’organiser des visites dans tout le pays pour d'autres formes artistiques. Le chœur de garçons de Vienne, Vlach Quartet, Janacek Quartet, Carlo Zecchi, Kyung-Wha Chung, Anne-Sophie Mutter, Alexander Lazarev et d'autres, et des voix célèbres tels que Boris Christov, Christa Ludwig, Mirella Freni, Teresa Berganza, Ghena Dimitrova et d'autres sont invitées au Danemark. En 1975, il épouse la jeune pianiste bulgare Assia Zlatkowa.
Au milieu des années 1980, Gösta Schwarck est le premier à obtenir l’Opéra soviétique Bolchoï au Danemark,,,,.
Dans la même année, il annonce qu'il met en scène l’Aida de Verdi avec 264 participants au Théâtre Royal Danois à Copenhague.
En 1988, il devient le premier au Danemark - et en Scandinavie - à persuader Luciano Pavarotti de rendre visite à la capitale du Danemark avec l'Orchestre royal du Danemark comme accompagnement. Après plusieurs problèmes de financement, il hypothèque sa maison et met tous ses effets personnels en gage afin de réaliser cet événement quasi impossible,.
Après avoir ouvert la voie et montré que ces événements spectaculaires sont possibles au Danemark, l'entreprise de radio-télévision publique du Danemark et d'autres grandes organisations suivent ses traces les années suivantes avec des événements semblables.
Gösta Schwarck est chargé d'organiser des milliers de manifestations culturelles uniques, tant au sein qu'à l'extérieur du Danemark. Tout cela, il le réalise en parallèle avec la gestion de son entreprise "Salgsorganisationen Gösta Schwarck" qui devient plus tard la société de vente par correspondance "Euro Pharma ApS", ce qui contribue au financement des événements culturels,. Au cours des 20-30 premières années, il a mis en jeu ses finances personnelles et a dépensé son propre argent dans la musique, seulement motivé par le désir de créer des événements sans précédence et sans équivalence,,,.

### 1970-2008: distinctions internationales
Au fil des ans, il reçoit divers honneurs, ordres, médailles et récompenses de divers gouvernements, d’Allemagne, de France, des États-Unis, de Russie, de l'Union soviétique, de la République tchèque, de Bulgarie, d’Israël et de Hongrie. En 1977, il reçoit le titre docteur honoraire du Conservatoire de Chicago. Le plus grand honneur vient en 2008 quand lui est décerné l'Ordre de Saint Cyrille et Saint Méthode  par le président bulgare - le plus grand honneur qui peut être attribué par le chef de l'État en reconnaissance des efforts spéciaux dans l'art et la science. Il n'a pas encore reçu d'honneur équivalent dans son pays d'origine, en dépit de ses contributions au Danemark.

## Compositions
- Élégie (1971)
- Golden Rhapsody (1955)
- Petite Perle (1950)
- Nous sommes Danemark, nous sommes Soldats (1946)
- Un Seul Baiser (1942)
- Une odeur de printemps (1938)
- Adieu et Au revoir (1937)
- Sant des mots (1936)
- La mélodie de la vie (1936)